# باول أهيرن
باول أهيرن (بالإنجليزية: Paul Ahern)‏ هو لاعب كرة قدم أسترالية أسترالي، ولد في 1 أغسطس 1996.

## وصلات خارجية
- باول أهيرن على موقع AustralianFootball.com (الإنجليزية)
- باول أهيرن على موقع AFLtables.com (الإنجليزية)